# Železniční trať Varaždin–Golubovec
Železniční trať Varaždin–Golubovec se nachází na severu Chorvatska, v regionu Záhoří. Je to slepá jednokolejná neelektrizovaná trať. Její délka činí 35 km.
Trať vede z Varaždinu nejprve rovinou kolem říčky Plitvice, pak přechází do údolí Bednje, kudy stoupá přes města Ivanec a Lepoglava. Nad tím odbočuje do soutěsky skrz masiv Ivanščice, v jejímž závěru ve vsi Novi Golubovec končí.

## Historie
Trať byla vybudována pro potřeby rozvoje místního regionu v dobách existence Rakousko-Uherska. Výstavbu financovali soukromí investoři z Rakouska, Belgie a Francie. Hlavním důvodem pro výstavbu trati byla potřeba zajištění dopravy uhlí z dolu v úpatí kopce Ivančica u města Ivanec a několika dalších dolů u obcí Lepoglava a Očura. Příprava stavebních prací trvala pět let; samotná trať byla zprovozněna 5. října 1890. 
Během 30. let 20. století investovalo Království Jugoslávie nemalé prostředky do rozšíření své železniční sítě, která byla nerovnoměrně rozvinutá. Ačkoliv většina prostředků byla určena pro rozvoj nových tratí na území jihu Srbska, Černé Hory, Bosny a Hercegoviny a Kosova, byla také vypracována studie prodloužení této trati z Nového Golubovce směrem na západ do města Đurmanec a dále na území dnešního Slovinska. Případné zahájení stavebních prací však zastavila druhá světová válka.
Využití tratě značně pokleslo poté, co byl uzavřen uhelný důl ve městě Ivanec. Od té doby slouží trať především pro osobní dopravu. Přepravní výkony tratě v průběhu let klesají; zatímco roku 2005 přepravila trať téměř 200 tisíc lidí měsíčně, roku 2012 to bylo jen 130 tisíc.[zdroj?]. 

## Stanice
- Varaždin
- Vidovec
- Cerje-Tujno
- Stanjevac
- Ivanec
- Kuljevčica
- Lepoglava
- Golubovec